# Cratere Baganur
Baganur è un cratere sulla superficie di Mathilde.